# Maxence Muzaton
Maxence Muzaton, född 26 juni 1990, är en fransk alpin skidåkare som debuterade i världscupen den 11 mars 2010 i Garmisch-Partenkirchen i Tyskland. Hans första pallplats i världscupen kom när han blev tvåa i alpin kombination den 13 januari 2017 i Wengen i Schweiz.